# Bras (żeglarstwo)

Brasy poprowadzone od noków rei w kierunku rufy.

Brasy – element olinowania ruchomego na żaglowcu służący do ustawiania ożaglowania rejowego w płaszczyźnie najkorzystniejszej względem wiatru, poprzez odpowiednie obrócenie rei w płaszczyźnie poziomej. Brasy występują również przy spinakerbomie.
Każda reja ma na swoich końcach (nokach) po jednym brasie. Brasy najniższych żagli prowadzone są zazwyczaj do pokładu w kierunku rufy. Brasy wyższych rei biegną od ich noków do sąsiednich masztów (poziomo lub o jedno piętro żagli niżej), a stamtąd na pokład do kołkownicy. Na starych żaglowcach prowadzenie brasów mogło być znacznie bardziej skomplikowane - np. ze sztagów do noków rei i z powrotem do sztagów, ale w innych miejscach, a stamtąd w dół. Jedynie brasy najniższych rei mogą mieć swoje końce w kołkownicach na burtach. Brasy najczęściej przeprowadza się przez system bloków zmniejszających potrzebną do ich obsługi siłę.
Liny o podobnym działaniu do brasów, ale biegnące od wolnych rogów żagli to szoty. W kierunku dziobu od rogów szotowych biegną halsy służące do odpowiedniego naciągania lików bocznych żagla.